# 僕笑っちゃいます
「僕笑っちゃいます」（ぼくわらっちゃいます）は、風見慎吾（現：風見しんご）のデビューシングル。
1983年5月21日にフォーライフ・レコード（現：フォーライフミュージックエンタテイメント）からリリースされた。

## 背景
TBSテレビのバラエティ番組『欽ちゃんの週刊欽曜日』で知名度を得た風見慎吾の歌手デビュー作品にして代表曲である。
2010年8月14日にNHK総合で放送された『第42回思い出のメロディー』では、女性10人のバックダンサー「ニコチャンズ」を従え、ラッキィ池田による振付で本楽曲を歌唱した。

## 制作
「僕笑っちゃいます」のタイトルは、『週刊欽曜日』の第9回放送分で風見が発した台詞が初出とされる。これを基に森雪之丞が歌詞を補作し、同番組の第22回放送にゲスト出演した吉田拓郎が作曲、後藤次利がアレンジを担当した。

## チャート成績
オリコンチャートでは週間最高で6位を記録、風見自身最大のヒット曲となる。
『ザ・ベストテン』（TBSテレビ）では、1983年6月9日付で19位に初登場、翌6月16日には18位で「今週のスポットライト」コーナーで、風見自身同番組へ初出演を果たす。その後、7月7日付に同番組に8位で初ランクイン、最高5位（7月21日～8月11日の4週連続）まで上昇。同番組には9月1日付の10位迄、合計9週連続で10位以内を保持した。

## 収録曲
| #         | タイトル             | 作詞                    | 作曲      | 編曲      | 時間 |
| --------- | -------------------- | ----------------------- | --------- | --------- | ---- |
| 1.        | 「僕笑っちゃいます」 | 欽ちゃんバンド+森雪之丞 | 吉田拓郎  | 後藤次利  | 3:55 |
| 2.        | 「OTONA BIRTHDAY」   | 欽ちゃんバンド          | 土持城夫  | 土持城夫  | 3:00 |
| 合計時間: | 合計時間:            | 合計時間:               | 合計時間: | 合計時間: | 6:55 |